# Shahdābād
Shahdābād (persiska: شهد آباد) är en ort i Iran.   Den ligger i provinsen Khorasan, i den östra delen av landet, 900 km öster om huvudstaden Teheran. Shahdābād ligger 787 meter över havet och antalet invånare är 908.
Terrängen runt Shahdābād är platt. Runt Shahdābād är det ganska glesbefolkat, med 30 invånare per kvadratkilometer. Shahdābād är det största samhället i trakten. Omgivningarna runt Shahdābād är i huvudsak ett öppet busklandskap.